# Akeem Adams
Akeem Elijah Adams (* 13. dubna 1991, Point Fortin, Trinidad a Tobago – 30. prosince 2013, Budapešť, Maďarsko) byl fotbalový obránce z Trinidadu a Tobaga, který naposledy hrál za maďarský klub Ferencváros Budapešť.
Jeho bratrem je fotbalista Akini Adams.

## Klubová kariéra
Ve své rodné zemi hrál Adams za kluby W Connection FC, T&TEC SC, United Petrotrin FC a Central FC.
V říjnu 2010 byl na testech v klubu americké soutěže Major League Soccer Seattle Sounders FC, za nějž odehrál 12. října 2010 v Seattle druhý poločas střetnutí s mexickým klubem CD Guadalajara (výhra 3:1).
Od srpna 2013 působil v maďarském klubu Ferencváros Budapešť. 25. září 2013 utrpěl infarkt myokardu a od té doby se jeho zdravotní stav zhoršoval. V říjnu mu byla amputována levá noha a 30. prosince 2013 zesnul v nemocnici v Budapešti.

## Reprezentační kariéra
Akeem reprezentoval Trinidad a Tobago na Mistrovství světa hráčů do 17 let 2007 v Jižní Koreji, kde tým skončil na poslední (nepostupové) příčce v základní skupině F. Byl také členem týmu U20 na Mistrovství světa hráčů do 20 let 2009 v Egyptě, zde se Trinidad a Tobago umístil se ziskem 1 bodu opět na čtvrté poslední příčce základní skupiny.
V A-mužstvu Trinidadu a Tobaga debutoval 19. března 2008 proti Salvadoru (výhra 1:0). Jeho posledním zápasem bylo přátelské utkání s Finskem 22. ledna 2012 (prohra 2:3). Celkem odehrál v národním týmu 9 zápasů, gól nevstřelil. Mimo přátelských zápasů hrál i kvalifikaci o postup na MS 2014 v Brazílii.